# إعادة توحيد أمريكا الوسطى

إعادة توحيد أمريكا الوسطى هي فكرة استعادة الوحدة السياسية لبلدان أمريكا الوسطى (السلفادور وغواتيمالا وهندوراس ونيكاراغوا وكوستاريكا)، كما كان الحال أثناء وجود جمهورية أمريكا الوسطى الاتحادية. في الوقت الحالي تطالب مجموعات وأحزاب سياسية من أيديولوجية اليسار المتطرف والأيديولوجية الأممية بشكل أساسي بإعادة التوحيد. لا ينبغي الخلط بينها وبين منظومة التكامل في أمريكا الوسطى، وهي مبادرة دبلوماسية مماثلة لمبادرة الاتحاد الأوروبي.
في الوقت الحالي، تسعى المنظمة المدنية حركة المواطن من أجل تكامل أمريكا الوسطى (بالإسبانية:Movimiento Ciudadano para la Integración Centroamericana) التي تأسست في عام 2014 بنشاط إلى إعادة توحيد أمريكا الوسطى، ولها فروع في غواتيمالا وهندوراس (بالإضافة إلى بعض الفصول المحلية) ونيكاراغوا والسلفادور وفي وسط الشتات الأمريكي (الولايات المتحدة وإسبانيا وإيطاليا وأستراليا) ولكن ليس في كوستاريكا. تُعرف هذه الفروع باسم «مجالس الدولة».

## التاريخ
هناك محاولات لاستعادة جمهورية أمريكا الوسطى الاتحادية منذ حلها. كانت واحدة من أفضل الحالات المعروفة عندما حاول الرئيس الغواتيمالي الليبرالي خوستو روفينو باريوس، بدعم من هندوراس والولايات المتحدة، إعادة تأسيس اتحاد أمريكا الوسطى فيما يسمى محاولة باريوس، لكنها انتهت بوفاته في معركة تشالشوابا.
خلال القرن العشرين، كانت القوى اليسارية هي التي تقترح إعادة توحيد أمريكا الوسطى في وحدة سياسية واحدة. في عام 1925، تأسس الحزب الاشتراكي لأمريكا الوسطى في غواتيمالا على يد فارابوندو مارتي وغيره من السلفادوريين في المنفى، وسيعمل لاحقًا كحزب شيوعي لأمريكا الوسطى. في سبعينيات القرن العشرين، ظهر الحزب الثوري لعمال أمريكا الوسطى، الناشط بشكل خاص في السلفادور وهندوراس.
في 12 سبتمبر 1946، عقد اجتماع لرؤساء الدول بسانتا آنا في السلفادور، حيث تم توقيع اتفاقية سانتا آنا بين السلفادور وغواتيمالا. اتفق البلدان على دراسة الشروط التي تسمح بالوحدة السياسية لأمريكا الوسطى من خلال لجنة تتألف من ثلاثة أشخاص تعينهم كل حكومة مشتركة في الاتفاقية. تم ترك الاتفاق مفتوحًا لانضمام كوستاريكا وهندوراس ونيكاراغوا. تم التصديق على هذا من قبل السلفادور في 19 نوفمبر.
بعض الأحزاب التي لا تزال تقترح بنشاط إعادة توحيد أمريكا الوسطى هي الحركة الاشتراكية في هندوراس، والحزب الاشتراكي الجديد لأمريكا الوسطى وحزب العمال في كوستاريكا، وكلهم يتبنون التروتسكية.